# مایک ویتیمارش
مایک ویتیمارش (انگلیسی: Mike Whitmarsh; ۱۸ مهٔ ۱۹۶۲ – ۱۷ فوریهٔ ۲۰۰۹) بازیکن بسکتبال، و بازیکن والیبال ساحلی اهل ایالات متحده آمریکا بود.
از باشگاه‌هایی که در آن بازی کرده‌است می‌توان به آلبا برلین اشاره کرد.